# Tripuhyita
La tripuhyita o tripuhyíta es un mineral óxido de fórmula química Fe3+Sb5+O4.
Fue descrito por vez primera en 1897 por E. Hussak y G. T. Prior cuando apareció en la mina Tripuhy (Minas Gerais, Brasil); denominado tripuhyita por dicha localización, inicialmente se le asignó la composición FeSb2O5.
Posteriormente, un mineral de composición FeSbO4 fue descubierto en Squaw Creek (Nuevo México, EE. UU.), recibiendo el nombre de squawcreekita.
Sin embargo, en última instancia se comprobó que ambas especies eran el mismo mineral, por lo que en 2002 la Asociación Mineralógica Internacional aprobó la redefinición de tripuhyita como FeSbO4, descartando el nombre de squawcreekita.

## Propiedades
La tripuhyita es un mineral translúcido de color amarillo verdoso, pardo negruzco o negro, que presenta brillo apagado.
De dureza entre 6 y 7 en la escala de Mohs, su densidad es de 5,82 g/cm³.
Cristaliza en el sistema tetragonal, clase ditetragonal dipiramidal.
Tiene un contenido de antimonio —expresado como Sb2O5— en torno al 68%, y de hierro —expresado como Fe2O3— entre el 18% y el 28%; aluminio y titanio constituyen las impurezas más importantes.
Es miembro del llamado «grupo del rutilo», óxidos de fórmula M4+O2 que cristalizan en el sistema tetragonal; además del rutilo, otros miembros conocidos de este grupo son pirolusita, casiterita y plattnerita.

## Morfología y formación
La tripuhyita se presenta formando agregados que pueden ser desde fibrosos hasta de grano fino.
Es un producto de alteración de estibina y pirita en la zona de oxidación de algunos depósitos hidrotermales de antimonio. También puede tener origen detrítico.
Se la encuentra asociada a lewisita, monazita, rutilo, kyanita y magnetita (en la localidad tipo), así como a selenio, azufre, estibiconita, senarmontita, romeíta y mopungita.

## Yacimientos
La localidad tipo de este mineral es la mina de cinabrio de Tripuhy, en Ouro Preto (Minas Gerais, Brasil). En este mismo país y estado hay otro depósito en el municipio de Ouro Branco.
Australia tiene diversos yacimientos: en Condolobin, Cobar y Hillgrove (Nueva Gales del Sur), y en el condado de Aushburton (Australia Occidental).
Dentro de Europa, hay tripuhyita en Eslovaquia —Medzibrod (región de Banská Bystrica), Čučma y Rudňany (región de Košice) y Dúbrava (región de Žilina)—, así como en Toscana (Italia) —Pereta, Fosso Castagnolo y mina Tafone—; este último emplazamiento es una mina de antimonio abandonada donde también hay casiterita, clinocervantita, rosiaíta, senarmontita y valentinita.
En España se ha encontrado tripuhyita en la mina La Estrella (Pardos, Guadalajara), un antiguo yacimiento de cobre y plata cuya explotación se remonta al siglo XVII y que alcanzó su máximo apogeo a mediados del siglo XIX.